# 마르틴 니묄러
프리드리히 구스타프 에밀 마르틴 니묄러(독일어: Friedrich Gustav Emil Martin Niemöller, 1892년 1월 14일 ~ 1984년 3월 6일)는 독일의 루터교 목사이자 반나치 운동가이다. 〈나치가 그들을 덮쳤을 때〉를 쓴 것으로 유명하다.
애초 니묄러는 민족보수주의적인 성향을 가졌고, 아돌프 히틀러의 지지자였다. 하지만 성향을 바꿔 나치에 반대하는 고백교회의 설립자 중 한 명이 됐고, 나치에 물든 독일의 개신교를 비판했다. 또한 니묄러는 아리아인 조항과 같은 나치의 인종주의를 격렬히 반대했고 이런 활동 덕에 그는 다하우 강제 수용소에서 1937년부터 1945년까지 갇혀 있었다.
나치 독일이 패전한 이후 그는 평화주의자자 반전주의자로 활동했다. 1966년부터 1972년까지는 국제전쟁저항자모임(War Resisters' International)의 부회장을 역임했고, 베트남 전쟁기간에는 호치민을 만나기도 했다. 또한 비핵화 운동에도 앞장섰다.
그러나 동독에 방문중일 때 동독 정권이 민주화 인사들을 체포하고 있는 와중에도 이와 관련해서 아무런 입장을 밝히지 않는 등 동독 옹호 논란에 휩싸이기도 했다.